# 布市藩
布市藩（ぬのいちはん、1600年（慶長5年） - 1608年（慶長13年））は、江戸時代初期、越中国（現在の富山県）に存在した藩。

## 概要
布市はもともと野々市と書いた。これは、信濃道と飛騨道の交差する交通の要所で、中世太田保の郊外に位置する市があったことに由来する。
慶長5年の関ヶ原の戦い後、徳川家康から越中国新川郡に1万石を与えられた土方雄久が創始した。富山市布市の興国寺前の「殿方屋敷」または富山市陀羅尼寺（現・富山市上栄）の「矢竹藪」が陣屋跡とされる（『平成7年度富山県立富山南高校地歴部研究紀要』）。
慶長13年、雄久の従兄弟である前田利長が能登国石崎ほか1万3000石の散在所領との交換を持ちかけ、幕府の許しを得て能登に移り、布市藩はわずか8年間で消滅した。布市藩土方家は能登石崎藩、次いで下総田子藩、陸奥窪田藩となり、貞享年間に御家騒動で改易された（『徳川実紀』）。越中布市を加賀国（石川県）の野々市と混同している資料（角川書店『日本史辞典』、藤野保編『藩翰譜』、旧版『菰野町史』ほか）もあるが、誤りである。
藩領は富山市布市を北端とし、富山・岐阜県境にある富山市東猪谷まで続いていたとされる（『富山県史』通史編近世上）。土方家から代官2名が派遣され（『新編七尾市史』）、在地支配を行った（「富山市日本海文化研究所報」31号）。布市地区には雄久が参篭したと伝える毘沙門堂があり、毎年4月3日に祭祀が行われ、真言宗龍高寺（富山市月岡町）が奉仕している。また土方家は興国寺に所領を寄進したと伝える（『肯構泉達録』）。

## 歴代藩主
土方家
外様。1万石。
1. 土方雄久